# Khvicha Kvaratskhelia
Khvicha Kvaratskhelia (em georgiano:  ხვიჩა კვარაცხელია, transl. tr; Tbilisi, 12 de fevereiro de 2001) é um futebolista georgiano que atua como ponta-esquerda. Atualmente joga pelo Paris Saint-Germain.

## Carreira
Kvaratskhelia começou a carreira no Dinamo Tbilisi em 2017, depois de passar pelas categorias de base, antes de ingressar no Rustavi um ano depois. Nas equipes, tivera um desempenho discreto, fazendo quatro gols em 25 partidas – com ambas as equipes somadas. Apesar disso, depois de fazer três tentos no Rustavi, saiu da equipe em 2019 para ingressar em uma das equipes mais tradicionais da Rússia.

### Lokomotiv Moscou

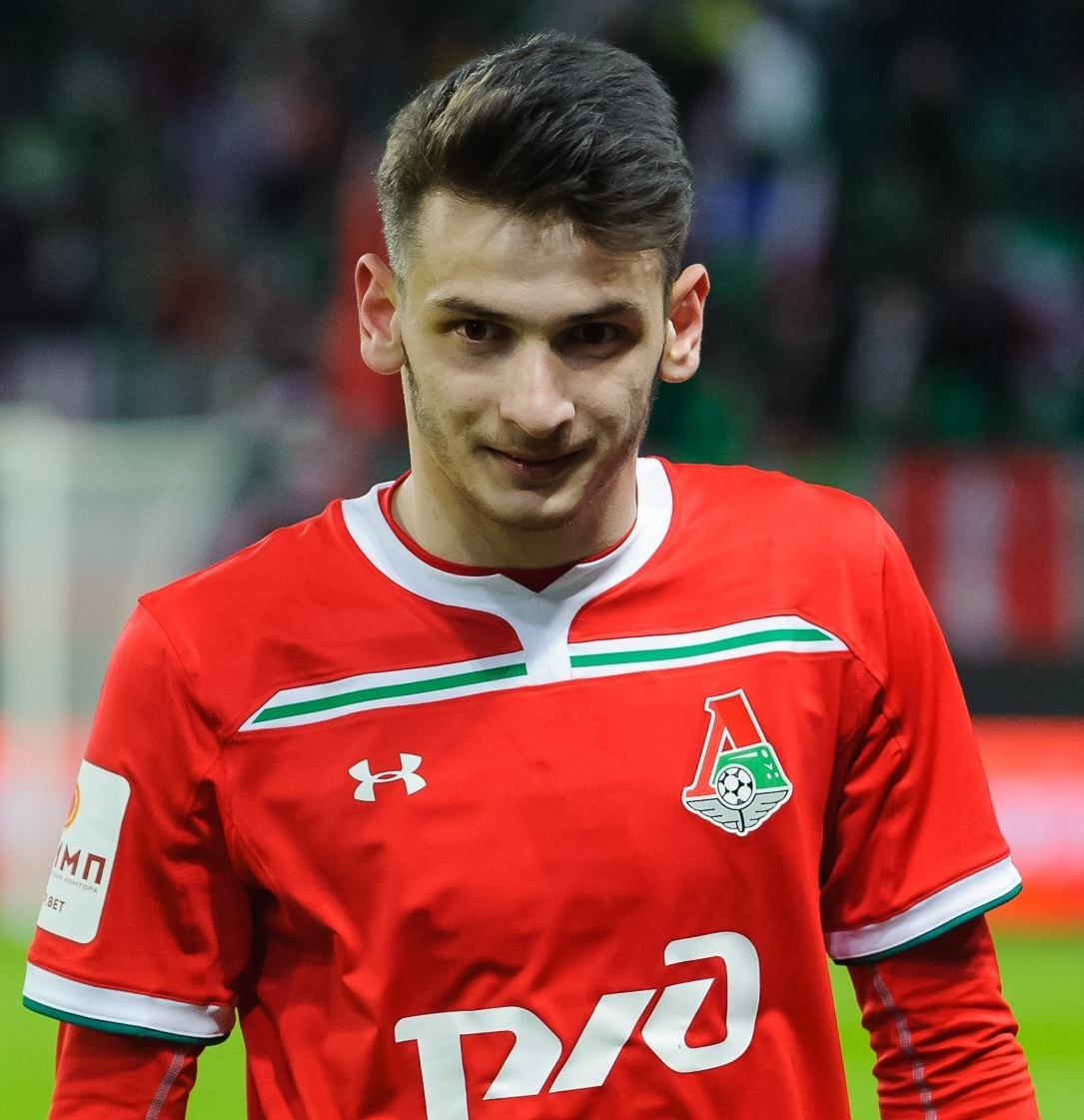
Kvaratskhelia em abril de 2019, jogando pelo Lokomotiv Moscou

Em 15 de fevereiro de 2019, Kvaratskhelia ingressou no clube russo Lokomotiv Moscou por empréstimo. Ele fez sua estreia na Premier League russa em 10 de março de 2019, em um jogo contra o Anzhi Makhachkala, como substituto de Jefferson Farfán aos 86 minutos. Conquistou a Copa da Rússia de 2018–19 pelo clube russo.
Seu único gol pela equipe aconteceu no quinto mês de 2019, quando estufou as redes do Rubin Kazan, pela 28ª rodada do Campeonato Russo.
Em 1º de julho de 2019, o Lokomotiv anunciou que Kvaratskhelia havia deixado o clube depois que seu empréstimo expirou. Depois disso, o técnico do Lokomotiv Moscou, Yuri Semin, disse que ficou muito desapontado por não ter concordado com uma transferência definitiva para o Kvaratskhelia, já que Semin o considerava extremamente talentoso.

### Rubin Kazan

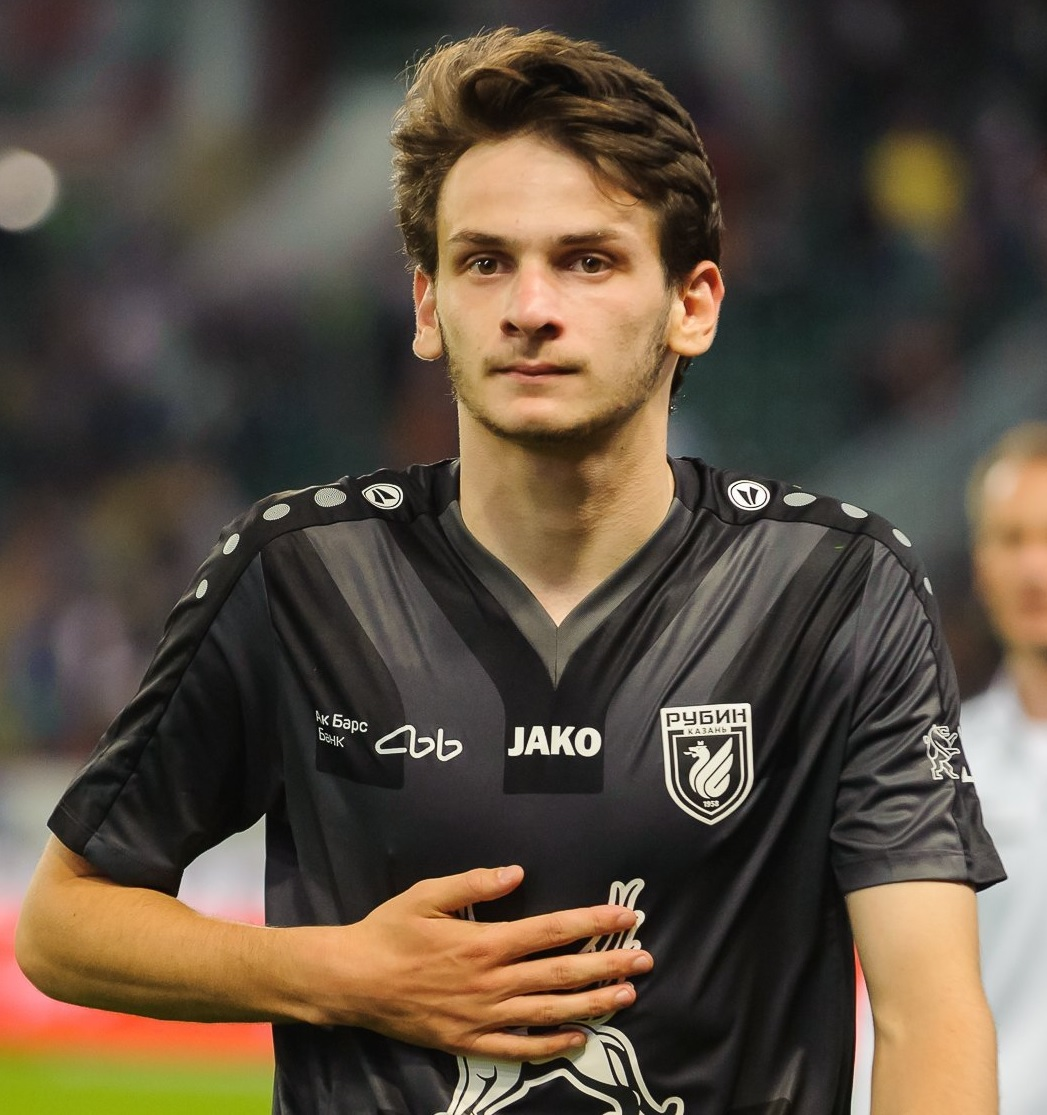
Kvara em 2019, pelo Rubin Kazan.

Em 6 de julho de 2019, Kvaratskhelia assinou um contrato de cinco anos com Rubin Kazan.
Em seu primeiro jogo em 15 de julho de 2019, que era contra seu clube anterior Lokomotiv, ele entrou como substituto no segundo tempo e marcou o empate, com o placar final sendo 1–1. Kvaratskhelia então marcou seu segundo para o Rubin em 30 de novembro de 2019, em outro empate tardio nos acréscimos para Akhmat Grozny.
Ao longo de sua passagem pelo clube russo, Kvara conseguiu ter uma significativa sequência no clube, mas ficou longe de conquistar títulos enquanto esteve sob contrato com o time de Cazã. Em 73 partidas, fizera nove gols e foi capitão titular na última rodada da Premier League Russa de 2021–22.

### Dinamo Batumi
Em 24 de Março de 2022, Khvicha Kvaratskhelia rescindiu o seu contrato com Rubin Kazan devido a alegadas críticas e ameaças dirigidas contra ele e a sua família. Assim Kvara decidiu então retornar a Geórgia e assinar para o Dinamo Batumi, assinando um contrato de empréstimo. No dia 2 de abril fez a sua estreia numa vitória de 1–0 sobre o Telavi. No dia 18 de Abril marcou os seus dois primeiros gols com a sua nova camisa, numa vitória de 5-2 sobre o Gagra.[carece de fontes?]
Terminou a sua curta experiência no Dinamo Batumi com 11 jogos e 8 gols, o que lhe valeu a nomeação como o melhor jogador da primeira metade da Liga Erovnuli 2022.

### Napoli

#### 2022–23
No dia 1 de Julho de 2022, Kvaratskhelia foi anunciado pelo Napoli onde assinou um contrato de cinco anos, os valores da negociação giraram em torno de €10 milhões.
Fez a sua estreia para o clube italiano no dia 15 de agosto, na rodada de abertura da Serie A, contribuindo com um gol e uma assistência numa vitória por 5–2 sobre o Hellas Verona. No jogo seguinte, voltou a obter destaque participando de metade dos tentos, acertando o gol em ambas as oportunidades, na partida contra o Monza que terminou 4–0.
Ao longo da temporada no Campeonato, destacou-se marcando diversos gols em uma impressionante campanha. Além de marcar contra times que ocupavam a metade da tabela, o atacante mostrou-se prolífico contra os clubes mais tradicionais e estufou as redes da Lazio, Juventus, Atalanta e Torino ao longo dos seus diversos jogos; assim, solidificou-se não só como uma das estrelas do Futebol Italiano, mas também do Futebol Mundial, já que era uma das sensações do time, dividindo o protagonismo com Victor Osimhen.
Khvicha foi eleito o jogador do mês do Campeonato Italiano em agosto, repetindo o feito em fevereiro. Com isso tornou-se o primeiro jogador a receber o prêmio duas vezes na mesma temporada. Kvaratskhelia foi escolhido o melhor jogador, do mês de março de 2023, no Campeonato Italiano sendo a segunda vez consecutiva. Seu terceiro prêmio no campeonato.
Em sua primeira temporada em Nápoles, Kvaratskhelia liderou a equipe da cidade na campanha do título com boas atuações, 12 gols e dez assistências (liderando no ranking de assistências do Campeonato nesse quesito). Tamanho foi o seu destaque que ele, superando até mesmo companheiros de equipe, conseguiu o prêmio de Melhor Jogador do Campeonato Italiano de 2022–23.
Enquanto fazia seus bons jogos na Série A, obtivera também muito destaque na Liga dos Campeões da UEFA de 2022–23. Em nove jogos, fizera dois gols, todos contra o Ajax na Fase de Grupos, mas em partidas diferentes. Além disso, deu assistências em mais duas oportunidades: na estreia contra o Liverpool e no jogo de ida das oitavas de final contra o Eintracht Frankfurt. Nesse mesmo jogo, Kvara tivera a oportunidade de fazer um gol, mas Kevin Trapp foi mais eficiente e defendeu a cobrança de pênalti do atacante.
Apesar da boa campanha, que inclusive viria culminar em Kvicha sendo fora escolhido como a revelação da Champions na temporada 2022–23, o clube foi eliminado nas quartas de final ao enfrentarem o Milan e serem eliminados pelo placar agregado de 2–1.

#### 2023–24

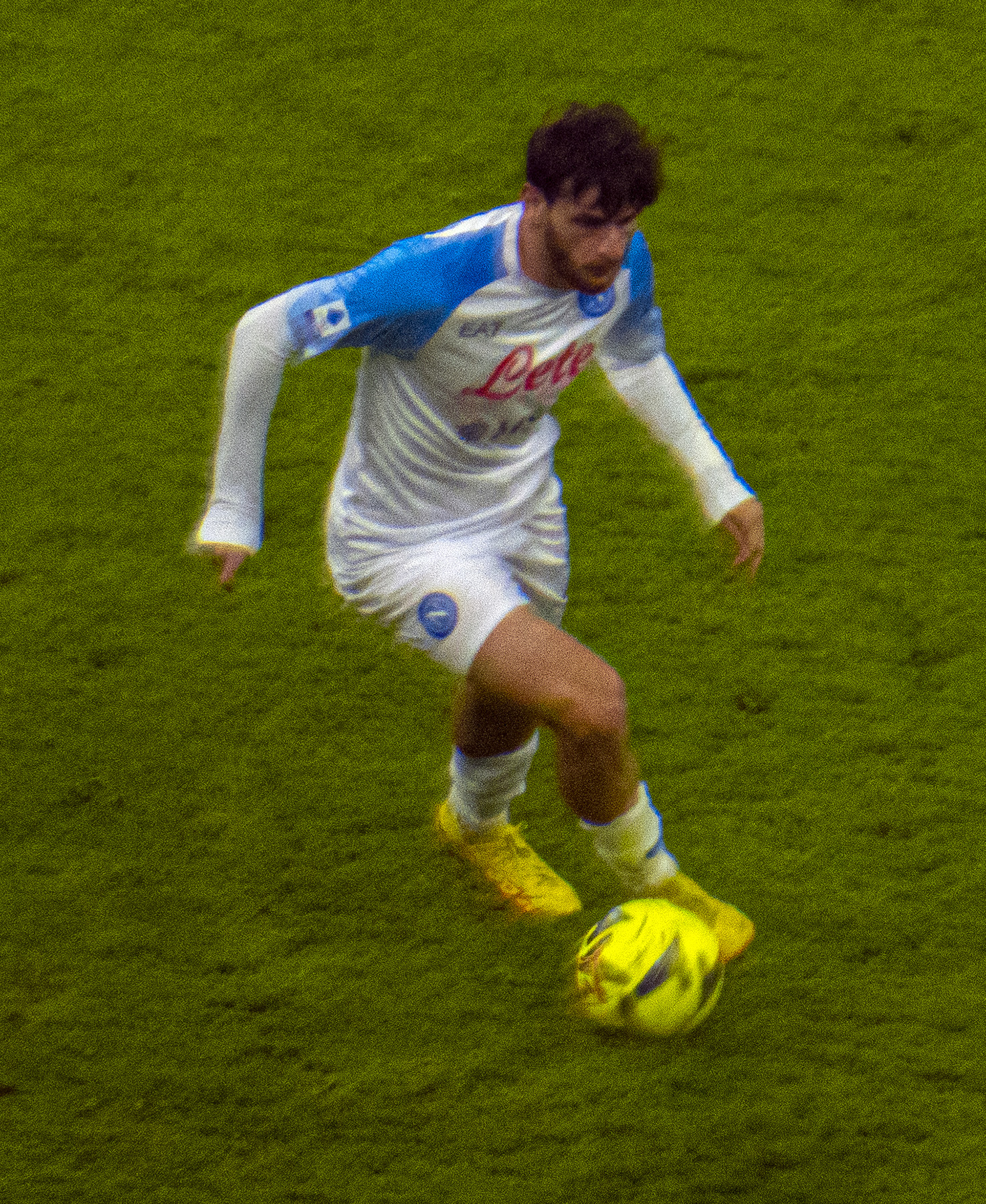
Kvaratskhelia pelo Napoli em 2023

Após uma temporada de destaque, o futebol do jogador foi visado pelas principais equipes do mundo. Desse modo, após ser sondado por PSG, Real Madrid e Manchester City, o jogador aceitou uma renovação de contrato até junho de 2027.
O clube conseguiu manter a dupla goleadora da época anterior, mas o desempenho do time coletivamente foi abaixo. Em números individuais, Kvara conseguiu ser um destaque positivo novamente, pois fizera 11 tentos no Campeonato Italiano, mas o time sequer obteve vaga em alguma competição europeia, amargando a mediana 10ª colocação na Liga.
A queda de rendimento coletivo também se refletiu na Liga dos Campeões da UEFA de 2023–24. O time somou apenas três vitórias em seis jogos, onde perdeu mais duas partidas contra o Real Madrid, e classificou-se às oitavas apenas para serem eliminados ali mesmo para o Barcelona. Em toda campanha, Kvara não marcou nenhum gol, dando apenas uma assistência na Fase de Grupos contra o Union Berlin.

#### 2024–25
Depois da temporada ruim coletivamente, o jogador permaneceu na equipe italiana e viu o seu antigo companheiro de ataque, Victor Osimhen, forçar sua saída e assinar com o Galatasaray. Pai de Khvicha comunicou no início da temporada que o desejo dele e de seu filho era de saírem, mas a diretoria afirmou que essa decisão cabia somente ao clube.
Iniciando a temporada, sendo a principal figura na parte ofensiva do clube, o jogador conseguiu sair-se bem novamente, marcando cinco gols e dando mais duas assistências nas primeiras dez partidas do Campeonato Italiano. O clube novamente fazia um bom início na Série A e eles cobiçaram novamente levantarem o troféu tradicional da Itália, já que o time liderava a competição no início dela.
Ao virar o ano, em janeiro de 2025, o atleta passou a ser cobiçado por outros times europeus e o atacante tomou uma decisão sobre o seu destino. Com o frequente assédio de times tradicionais de diversos países, Khvicha comunicou ao treinador Antonio Conte o seu desejo de deixar o clube ainda na janela de transferências daquele mês. O comandante, por sua vez, confirmou o desejo de Kvaratskhelia publicamente e disse estar "desapontado" com ele.

### Paris Saint-Germain
Em 17 de janeiro de 2025, o Paris Saint-Germain, clube da Ligue 1, anunciou a assinatura de Kvaratskhelia com contrato até 2029. Com esta mudança, ele se tornou o primeiro jogador georgiano na história do clube. O negócio foi fechado em 70 milhões de euros (cerca de R$ 436 milhões de reais).
Em 31 de Maio de 2025, conquista a Liga dos Campeões da UEFA de 2024–25, marcando o 4⁰ gol da vitória de 5 a 0 sobre a Inter de Milão, na Allianz Arena em Munique.

## Seleção Georgiana
Estreou pela seleção da Geórgia em 7 de junho de 2019 em uma qualificação para o Euro 2020 contra Gibraltar, como titular.
Em 14 de outubro de 2020, ele marcou seu primeiro gol no empate em 1–1 com a Macedônia do Norte pela Liga das Nações da UEFA.
No dia 22 de maio de 2024, foi convocado pelo treinador Willy Sagnol para a disputa da Eurocopa de 2024.

## Vida pessoal
É filho do ex-jogador da Seleção do Azerbaijão, Badri Kvaratskhelia .

## Estatísticas
Atualizadas até 7 de maio de 2023.
Clubes
| Equipe            | Temporada         | Campeonato nacional | Campeonato nacional | Campeonato nacional | Copa nacional | Copa nacional | Copa nacional | Competições continentais | Competições continentais | Competições continentais | Total | Total | Total   |
| Equipe            | Temporada         | Jogos               | Gols                | Assist.             | Jogos         | Gols          | Assist.       | Jogos                    | Gols                     | Assist.                  | Jogos | Gols  | Assist. |
| ----------------- | ----------------- | ------------------- | ------------------- | ------------------- | ------------- | ------------- | ------------- | ------------------------ | ------------------------ | ------------------------ | ----- | ----- | ------- |
| Dinamo Tbilisi    | 2017              | 4                   | 1                   | 1                   | 1             | 0             | 0             | —                        | —                        | —                        | 5     | 1     | 1       |
| Dinamo Tbilisi    | Total             | 4                   | 1                   | 1                   | 1             | 0             | 0             | —                        | —                        | —                        | 5     | 1     | 1       |
| Rustavi           | 2018              | 18                  | 3                   | 3                   | 1             | 0             | 0             | —                        | —                        | —                        | 19    | 3     | 3       |
| Rustavi           | Total             | 18                  | 3                   | 3                   | 1             | 0             | 0             | —                        | —                        | —                        | 19    | 3     | 3       |
| Lokomotiv Moscou  | 2018–19           | 7                   | 1                   | 0                   | 3             | 0             | 0             | —                        | —                        | —                        | 10    | 1     | 0       |
| Lokomotiv Moscou  | Total             | 7                   | 1                   | 0                   | 3             | 0             | 0             | —                        | —                        | —                        | 10    | 1     | 0       |
| Rubin Kazan       | 2019–20           | 27                  | 3                   | 3                   | 1             | 0             | 0             | —                        | —                        | —                        | 28    | 3     | 3       |
| Rubin Kazan       | 2020–21           | 23                  | 4                   | 4                   | —             | —             | —             | —                        | —                        | —                        | 23    | 4     | 4       |
| Rubin Kazan       | 2021–22           | 19                  | 2                   | 5                   | 1             | 0             | 0             | 2                        | 0                        | 0                        | 22    | 2     | 5       |
| Rubin Kazan       | Total             | 69                  | 9                   | 12                  | 2             | 0             | 0             | 2                        | 0                        | 0                        | 73    | 9     | 12      |
| Dinamo Batumi     | 2022              | 11                  | 8                   | 2                   | —             | —             | —             | —                        | —                        | —                        | 11    | 8     | 2       |
| Dinamo Batumi     | Total             | 11                  | 8                   | 2                   | —             | —             | —             | —                        | —                        | —                        | 11    | 8     | 2       |
| Napoli            | 2022–23           | 30                  | 12                  | 10                  | —             | —             | —             | 9                        | 2                        | 4                        | 39    | 14    | 14      |
| Napoli            | Total             | 30                  | 12                  | 10                  | —             | —             | —             | 9                        | 2                        | 4                        | 39    | 14    | 14      |
| Total na carreira | Total na carreira | 139                 | 34                  | 28                  | 7             | 0             | 0             | 11                       | 2                        | 4                        | 157   | 36    | 32      |

## Títulos
Lokomotiv Moscow
- Copa da Rússia: 2018–19

Napoli
- Campeonato Italiano: 2022–23 e 2024–25

Paris Saint-Germain
- Ligue 1: 2024–25[59]
- Copa da França: 2024–25[60]
- Liga dos Campeões da UEFA: 2024–25[61]
- Supercopa da UEFA: 2025[62]

### Prêmios individuais
- Futebolista Georgiano do Ano: 2020, 2021, 2022
- Jogador do Mês da Serie A: Agosto de 2022, Fevereiro de 2023, Março de 2023
- Gol do Mês da Serie A: Março de 2023
- Melhor Jogador da Serie A: 2022–23
- Time ideal Serie A: 2022–23[63]
- Jogador Jovem da Temporada da Liga dos Campeões da UEFA: 2022–23[64]

### Líder de Assistências
- Campeonato Italiano de 2022–23 (10 assistências)